# Alwara Höfels
Alwara Höfels (Kronberg im Taunus, 6 de abril de 1982) es una actriz alemana.

## Biografía
Höfels es hija de los actores Klara Höfels y Michael Greiling.
De 2002 a 2007 estudió actuación en la Academia de Artes Dramáticas Ernst Busch de Berlín. De 2006 a 2009 formó parte del conjunto permanente del Deutsches Theater de Berlín, trabajando junto a los directores Jürgen Gosch y Christoph Mehler. En 2007 hizo su debut cinematográfico en la comedia Keinohrhasen de Til Schweiger en el papel de Miriam.
En 2014, Höfels ganó el premio a la Mejor Actriz de los Hessian Television Awards.

## Filmografía

### Cine
| Año  | Título                            | Director          | Papel             | Nota |
| ---- | --------------------------------- | ----------------- | ----------------- | ---- |
| 2007 | Keinohrhasen                      | Til Schweiger     | Miriam Steinfeld  |      |
| 2009 | Phantomschmerz                    | Matthias Emcke    | Camarera          |      |
| 2010 | Die Fremde                        | Feo Aladag        | Atife             |      |
| 2011 | Mein Bruder, sein Erbe und ich    | Imogen Kimmel     | Maggie Urban      |      |
| 2011 | Einer wie Bruno                   | Anja Jacobs       | Gitti             |      |
| 2011 | Blutzbrüdaz                       | Özgür Yildirim    | Suzy              |      |
| 2012 | Fünf Freunde                      | Mike Marzuk       | Tierfilmer Luna   |      |
| 2013 | Fack ju Göhte                     | Bora Dagtekin     | Caro Meyer        |      |
| 2015 | Frau Müller muss weg!             | Sönke Wortmann    | Katja Grabowski   |      |
| 2015 | Fack ju Göhte 2                   | Bora Dagtekin     | Caro Meyer        |      |
| 2018 | Meine teuflisch gute Freundin     | Marco Petry       | Sibylle Birnstein |      |
| 2018 | So viel Zeit                      | Philipp Kadelbach | Corinne           |      |
| 2019 | Das Leben meiner Tochter          | Steffen Weinert   | Nathalie Faber    |      |
| 2020 | Max und die wilde 7               | Winfried Oelsner  | Marion Bergmann   |      |
| 2020 | Zerrissen - Zwischen zwei Müttern | Florian Gärtner   | Stefanie Minrath  |      |

### Televisión
| Año       | Título                               | Papel                                                                        | Nota           |
| --------- | ------------------------------------ | ---------------------------------------------------------------------------- | -------------- |
| 2007      | GSG 9 - Die Elite Einheit            | Elira                                                                        | 1 episodio     |
| 2008      | Post Mortem                          | Nicole Karlsen                                                               | 1 episodio     |
| 2008      | Werther                              | Nancy                                                                        | Película de TV |
| 2009      | Bella Block                          | Justine Soltau                                                               | 2 episodios    |
| 2009      | Rahel - Eine preußische Affäre       | Pauline Wiesel                                                               | Película de TV |
| 2009      | Mein Flaschengeist und ich           | Jette Vielstedt                                                              | Película de TV |
| 2009-2018 | Tatort                               | Ver listaHenni Sieland Ziska Zuckowski Linda Dräger Tanja Kraft Eva Kaufmann | 10 episodios   |
| 2010      | Der Uranberg                         | Ruth                                                                         | Película de TV |
| 2010      | Mord mit Aussicht                    | Mathilde                                                                     | 1 episodio     |
| 2010      | Der Doc und die Hexe                 | Lina                                                                         | Serie          |
| 2010      | SOKO Leipzig                         | Anja Nerrlich                                                                | 1 episodio     |
| 2010-2012 | Allein gegen die Zeit                | Tanja Greve                                                                  | 23 episodios   |
| 2011      | Weihnachtsengel küsst man nicht      | Nettie                                                                       | Película de TV |
| 2011      | Der Sheriff                          | Tina Warnke                                                                  | Película de TV |
| 2012      | Wilsberg                             | Karola                                                                       | 1 episodio     |
| 2012      | Überleben an der Wickelfront         | Madre                                                                        | Película de TV |
| 2013      | Der Tatortreiniger                   | Gina Hötzinger                                                               | 1 episodio     |
| 2013      | Krokodil                             | Judith                                                                       | Película de TV |
| 2013      | Mord nach Zahlen                     | Olga Schneider                                                               | Película de TV |
| 2013      | Der Alte                             | Anja Wiegand                                                                 | 1 episodio     |
| 2014      | Schwestern                           | Klara                                                                        | Película de TV |
| 2014      | Die Fischerin                        | Meike Unger                                                                  | Película de TV |
| 2014      | Dr. Gressmann zeigt Gefühle          | Dolores Sturm                                                                | Película de TV |
| 2015      | Sturköpfe                            | Sissi Fischbacher                                                            | Película de TV |
| 2016      | Das Programm                         | Nadja Lenz                                                                   | Película de TV |
| 2016      | Mein Sohn, der Klugscheißer          | Deborah Höffner                                                              | Película de TV |
| 2016      | Der Andere - eine Familiengeschichte | Lena                                                                         | Película de TV |
| 2017      | Das doppelte Lottchen                | Charlize Kröger                                                              | Película de TV |
| 2017      | Harter Brocken                       | Matilda Schönemann                                                           | 1 episodio     |
| 2018      | Aufbruch in die Freiheit             | Charlotte Nikowski                                                           | Película de TV |
| 2018      | Keiner schiebt uns weg               | Lilli Czipowski                                                              | Película de TV |
| 2019      | Mein Freund das Ekel                 | Trixie                                                                       | Película de TV |
| 2019      | Eine Klasse für sich                 | Cora                                                                         | Película de TV |
| 2021      | Mein Freund das Ekel                 | Trixie                                                                       | 6 episodios    |
| 2022      | Der Tod kommt nach Venedig           | Anna Albrecht                                                                | Película de TV |

## Premios y nominaciones
| Año  | Premio                 | Categoría                                      | Nominada por                | Resultado |
| ---- | ---------------------- | ---------------------------------------------- | --------------------------- | --------- |
| 2008 | Undine Awards          | Mejor ópera prima femenina                     | Keinohrhasen                | Nominada  |
| 2008 | New Faces Awards       | Actriz                                         | Keinohrhasen                | Nominada  |
| 2009 | Günter Strack TV Award | Mejor actriz joven                             | Bella Block                 | Nominada  |
| 2014 | Hessian TV Award       | Mejor actriz                                   | Die Fischerin               | Ganadora  |
| 2017 | Jupiter Award          | Mejor actriz de televisión alemana             | Mein Sohn, der Klugscheißer | Nominada  |
| 2019 | Bavarian TV Awards     | Mejor actriz de película hecha para televisión | Keiner schiebt uns weg      | Nominada  |